# Якоб Фалмерайер
Якоб Филип Фалмерайер (на немски: Jakob Philipp Fallmerayer) е германски историк. Основните му интересите са в областта на етнографията и византологията, в частност – управлението на Комнините и Трапезундската империя.
Застъпник е на тезата, че днешните гърци и античните им съименници нямат нищо общо, а негов най-голям критик е Константинос Папаригопулос.

## Биография
Роден е на 10 декември 1790 г. в Пайрдорф, Южен Тирол, Свещена Римска империя (днес Бресаноне, Италия). Образованието си получава в университетите на Ландсхут и Залцбург. През 1813 г. влиза в редиците на баварската армия.
След 1815 г. е назначен за преподавател в град Линдау. От 1826 г. е професор по филология и обща история в Мюнхенския университет. В периода 1831 – 1834 г. е на изследователска експедиция в Кралство Гърция и Близкия изток. През 1835 г. е приет за член на Баварската академия на науките. Заради научните си възгледи, които са в противоречие с официалната баварска държавна доктрина е принуден да мине на свободна практика. В периодите 1840 – 1842 и 1847 – 1848 г. е на нови обиколки в Близкия изток. В 1841 година Фалмерайер остава пет седмици в Солун и във „Фрагменти от Ориента“ (1845) пише, че всеки солунски търговец трябва да знае поне пет езика: еврейскоиспански, италиански, български, гръцки и турски, и че околностите на Солун дори до Олимп са славянски.
По време на Германската революция (1848 – 1849) е народен представител във Франкфуртското народно събрание, заради което е отстранен от работа в Мюнхенския университет. След поражението на революцията Фалмерайер се завръща като преподавател в университета, където до края на живота си през 1861 г. е професор по история.

## Творчество
- История на Трапезундската империя (Die Geschichte des Kaisertums von Trapezunt) – 1827 г.
- История на полуостров Морея през Средновековието – том I (Geschichte der Halbinsel Morea I) – 1830 г.
- „За произхода на днешните гърци“ – 1835 г.
- История на полуостров Морея през Средновековието – том II (Geschichte der Halbinsel Morea II) – 1836 г.
- „Фрагменти от Ориента“ (Fragmente aus dem Orient) – 1845 г.
- Албанският елемент в Гърция (Das albanische Element in Griechenland) – 1857 г.
- Нови фрагменти от Ориента (Neue Fragmente aus dem Orient) – 1861 г.
- Der Heilige Berg Athos Neuausgabe: Edition Raetia, Bozen 2002, ISBN 978-88-7283-174-8

## За него
- Fallmerayer, Jakob Philipp. In: Allgemeine Deutsche Biographie (ADB). Band 6. Duncker & Humblot, Leipzig 1877
- Jakob Philipp Fallmerayer. In: Neue Deutsche Biographie (NDB). Band 5. Duncker & Humblot, Berlin 1961
- Gustav Auernheimer: Fallmerayer, Huntington und die Diskussion um die neugriechische Identität. In: Südost-Europa 47. Jg. (1998), S. 1 – 17
- Franz Borkenau: Ende und Anfang. Von den Generationen der Hochkulturen und von der Entstehung des Abendlandes. Klett-Cotta, Stuttgart 1991 ISBN 3-608-93032-9 (darin Untersuchung zur Slawisierung der neugriechischen Sprache)
- Ernst Feigl: Die Kurden. Geschichte und Schicksal eines Volkes. Universitas-Verlag, München 1995, ISBN 3-8004-1322-1
- Michael Grünbart:Die Briefe von und an Jakob Philipp Fallmerayer. Wien 2001
- William Leake: Researches in Greece. Booth, London 1814
- Franz G. Maier (Hrsg.): Byzanz (Weltbild Weltgeschichte; Bd. 13). Weltbild-Verlag, Augsburg 1998, ISBN 3-8289-0400-9
- Herbert Seidler: Jakob Philipp Fallmerayers geistige Entwicklung. Ein Beitrag zur deutschen Geistesgeschichte des 19. Jahrhunderts. Verl. der Bayerischen Akad. der Wiss., München 1947. (Abhandlungen der Bayerischen Akademie der Wissenschaften, Philosophisch-Historische Klasse: N.F.; 26)
- S. D. Skaskin: Chrestomathie zur Geschichte des Mittelalters, Band 1, Moskau 1961
- Nikolas Wenturis: Kritische Bemerkungen zu der Diskussion um die neugriechische Identität am Beispiel Fallmerayer, Huntington und Auernheimer. In: Südost-Europa 49. Jg. (2000), S. 308 – 324 (oder als Veröffentlichung der Griechischen Botschaft in Deutschland)
- Dimitris Michalopoulos: The true story of the Fallmerayer issue. In: Parnassos, 48, S.215 – 236.
- Helmut Gritsch: Jakob Philipp Fallmerayer und Maximilian II von Bayern. In: Schlern-Schriften; 292. 1993
- Theodor Heuss: Jakob Philipp Fallmerayer, in: Ders.: Schattenbeschwörung. Randfiguren der Geschichte. Wunderlich, Stuttgart/Tübingen 1947; Klöpfer und Meyer, Tübingen 1999, ISBN 3-931402-52-5
- Peter Prestel, Rudolf Sporrer: Jakob Philipp Fallmerayer. Dreimal Orient und zurück; Bayerisches Fernsehen, Erstausstrahlung 2004 (документален филм).